# Anna Ruysch
Anna Ruysch (La Haya, 1666-Ámsterdam, después de febrero de 1741) fue una pintora de bodegones de flores del siglo de oro neerlandés.

## Biografía
Anna Elisabeth Ruysch era la hija del botánico y anatomista Frederik Ruysch y su esposa Maria Post y hermana menor de la pintora Rachel Ruysch. Cuando Anna estaba recién nacida la familia se trasladó de La Haya a Ámsterdam. Allí Frederik Ruysch reunió una colección de rarezas anatómicas que constaban de insectos, flores, y plantas que después se convertirían en temas para Anna y Rachel Ruysch. A la edad de 15 o 16 años Rachel era aprendiz del pintor Willem van Aelst, y se da por supuesto que su hermana Anna también.
Anna Ruysch dejó de pintar cuando se casó con el comerciante de pintura Isaak Hellenbroek. Después de la muerte de su marido, Anna y su hijo continuaron con el negocio de pintura. Anna murió a la edad de 87 en Ámsterdam.

## Obras

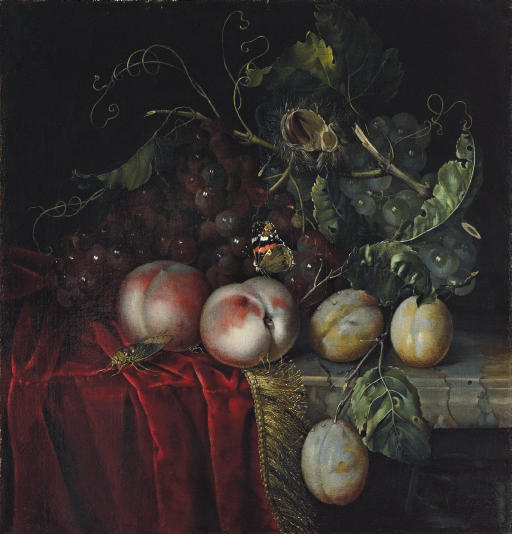
Pintura de frutas, con una mariposa y una cucaracha en una repisa de mármol cubierta por un drapeado, por Anna Ruysch vendida en una subasta el año 2007

Anna y su hermana Rachel Ruysch pintaron en el mismo estilo y los mismos temas: flores, fruta y animales pequeños. Debido a que Anna Ruysch raramente firmó su trabajo, únicamente hay un número pequeño de pinturas atribuidas con certeza a ella.
El año 2007, un bodegón realizado por Anna Ruysch se vendió en una subasta por 50 900 £.